# Konchep
Konchep est un village du Cameroun située dans le département du Donga-Mantung au Nord-Ouest du pays, à proximité de la frontière avec le Nigeria. Elle fait partie de la commune de Nkambé.

## Population
Selon le rapport du recensement national (3e RGPH) de 2005, on y a dénombré 1042 personnes dont 493 hommes et 549 femmes.
La commune de Nkambé compte en 2011 environ 2 000 habitants dans le village.